# 深沢潮
深沢 潮（ふかざわ うしお、1966年〈昭和41年〉 - ）は、日本の小説家。女性。

## 来歴・人物
東京都生まれ。兄と姉は死亡し、8歳下と13歳下の妹2人。両親は在日韓国人で父親は在日1世、母は在日2世、自身は1993年に在日コリアンとの結婚（のち離婚）・妊娠を機に日本国籍を取得した。
1989年上智大学文学部卒業の後、外資系金融会社勤務や日本語講師などを経験。
2012年（平成24年）、『金江のおばさん』で、第11回「女による女のためのR-18文学賞」大賞受賞。
2019年（令和元年）9月、9月13日号『週刊ポスト』の特集記事「韓国なんて要らない」が「差別扇動であるとして見過ごせず」、連載していたリレーエッセイから抜けると発言する。
2025年7月24日発売の『週刊新潮』に掲載された高山正之のコラム「変見自在」において、朝鮮半島にルーツを持つ深沢らの名前を挙げ、「日本も嫌い、日本人も嫌いは勝手だが、ならばせめて日本名を使うな」などと記していたことについて、「暴論を展開し、社会の差別感情をあおっている」などとして、出版元の新潮社に対して8月4日に抗議。同社は同日夜、公式サイトにおわびを発表した。深沢側が、コラムの内容が人権侵害に当たるという認識を持っているかどうかについて再回答を求めたのに対し、新潮社からは、差別的かつ人権侵害に当たるようなコラムを掲載する考えはなかったとの回答が行われた。コラム「変見自在」は、8月20日発売号を最後に終了となった。最終回では欄外に、高山と編集部が協議し終了を決めたとの説明が加えられたが、終了の理由は記載されていない。

## 著書
- 『ハンサラン 愛する人びと』（2013年2月 新潮社）
  - 【改題】『縁を結うひと』（2016年2月 新潮文庫）
- 『伴侶の偏差値』（2014年3月 新潮社 / 2017年9月 小学館文庫）
- 『ランチに行きましょう』（2014年8月 徳間書店 / 2018年6月　徳間文庫）
- 『ひとかどの父へ』（2015年4月 朝日新聞出版 / 2018年5月 朝日文庫）[9]
- 『緑と赤』（2015年11月 実業之日本社 / 2019年1月 小学館文庫）
- 『ママたちの下剋上』（2016年11月 小学館）
- 『あいまい生活』（2017年11月 徳間書店）
- 『海を抱いて月に眠る』（2018年3月 文藝春秋 / 2021年4月 文春文庫）
- 『かけらのかたち』（2018年11月 新潮社 / 2022年9月 新潮文庫）
- 『乳房のくにで』（2020年9月 双葉社 / 2022年12月 双葉文庫）
- 『翡翠色の海へうたう』（2021年8月 KADOKAWA）
- 『わたしのアグアをさがして』(2022年12月 KADOKAWA)
- 『李の花は散っても』(2023年4月 朝日新聞出版)
- 『はざまのわたし』(2025年1月 集英社インターナショナル)

### アンソロジー
※ 「」内が深沢潮の作品
- 黒い結婚白い結婚（2017年3月 講談社）「かっぱーん」

## 出演

### ウェブ番組
- ポリタスTV（YouTube、2023年9月1日）